# Fleur de néflier
Fleur de néflier est une mélodie de la compositrice Augusta Holmès, composée en 1901.

## Composition
Augusta Holmès compose Fleur de Néflier en 1901, pour ténor, chœur et orchestre, sur un poème écrit par elle-même. En 1902, elle en fait une réduction pour ténor, chœur et accompagnement de piano. La tonalité d'origine de la version pour piano est en mi majeur. Elle a été éditée par les éditions Grus.